# Woskriesienskoje (rejon jurjew-polski)
Woskriesienskoje (ros. Воскресенское) – wieś (dieriewnia) w Rosji, w obwodzie włodzimierskim, w rejonie jurjew-polskim. W 2010 liczyła 41 mieszkańców.